# Nathan Englander

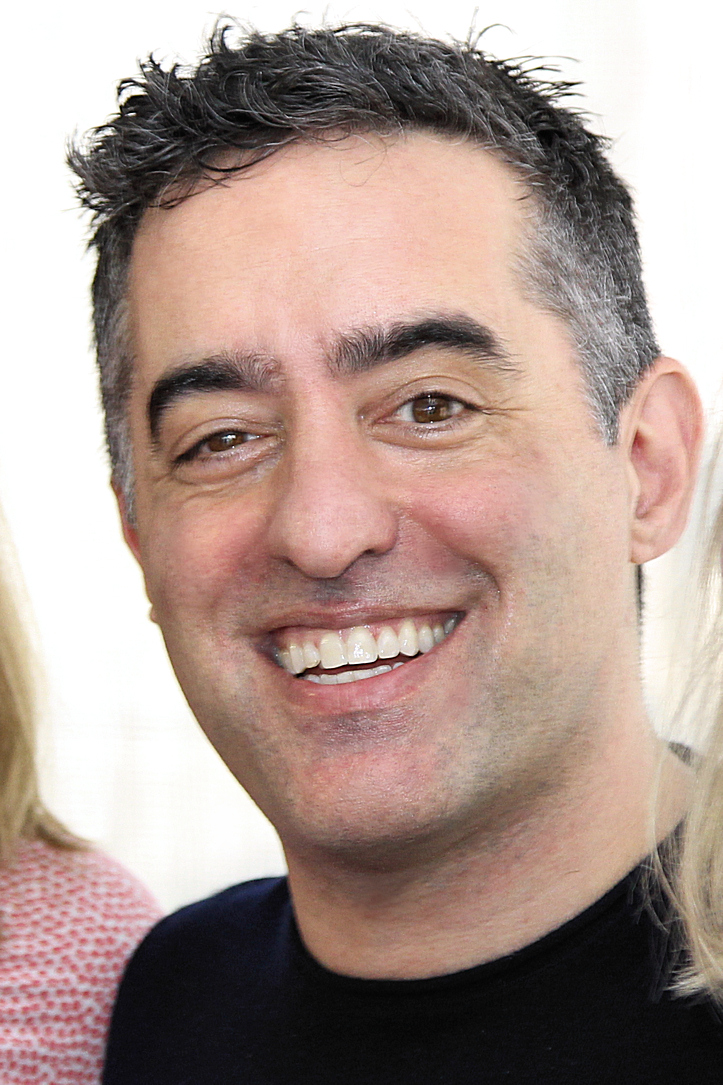
Nathan Englander (2017)

Nathan Englander (* 1970 in New York City) ist ein US-amerikanischer Schriftsteller.

## Leben
Englander wuchs in West Hempstead im US-Bundesstaat New York in einer jüdisch-orthodoxen Umgebung auf. Er besuchte die Binghamton University, New York. In den 1990er Jahren arbeitete er als Fotograf und Filmemacher. Später konzentrierte er sich ganz auf die Schriftstellerei.
Er veröffentlicht Kurzgeschichten unter anderem in den US-amerikanischen Magazinen The New Yorker und Atlantic Monthly. Drei seiner Erzählungen sind in die Jahresauswahl-Anthologie „The Best American Short Stories“ aufgenommen worden. „The Gilgul of Park Avenue“ erschien in der 2000er Ausgabe, unter Gastherausgeber E. L. Doctorow und „How We Avenged the Blums“ kam im 2006er Jahresband unter Gastherausgeberin Ann Patchett.
Im Jahr 2000 kam seine Kurzgeschichtensammlung Zur Linderung unerträglichen Verlangens heraus. Sie verschaffte ihm viel Beachtung, internationale Übersetzungen und großzügige Produktionsbedingungen für sein nächstes Werk. Nach sehr ausgedehnten Recherchen erschien im Jahr 2008 sein erster Roman Das Ministerium für besondere Fälle. Die Geschichte spielt in Buenos Aires und befasst sich mit dem „Verschwindenlassen“ von 30.000 Regimegegnern der Argentinischen Militärdiktatur (1976–1983) und ihren Folgen bis in die Gegenwart. Der Subtext des Buches ist die Untersuchung des kollektiven Gedächtnisses in einem Land, wo die historischen Ereignisse noch nicht wirklich aufgearbeitet und somit zu verdauter „Vergangenheit“ werden konnten.
Englander wohnt in New York. Im Herbst 2009 war er Mary Ellen von der Heyden Fellow for Fiction in der American Academy in Berlin.

## Werke (Auswahl)
- Zur Linderung unerträglichen Verlangens (übersetzt von Martin Richter), 1999, Europa-Verlag, Hamburg, 240 S., ISBN 978-3203765174, ("For The Relieve of Unbearable Urges"), (Kurzgeschichtensammlung)
- Das Ministerium für besondere Fälle (übersetzt von Michael Mundhenk), 2008, Luchterhand Literaturverlag, München, 445 S., ISBN 978-3630872599, ("The Ministry of Special Cases"), (Roman)
- Worüber wir reden, wenn wir über Anne Frank reden (übersetzt von Werner Löcher-Lawrence), 2012, Luchterhand Literaturverlag, München, 240 S., ISBN 978-3630873992, ("What We Talk About When We Talk About Anne Frank"), (Kurzgeschichtensammlung)
- Dinner am Mittelpunkt der Erde (übersetzt von Werner Löcher-Lawrence), 2019, Luchterhand Literaturverlag, München, 285 S., ISBN 978-3-630-87407-4, ("Dinner at the Center of the Earth". London : Weidenfeld & Nicolson, 2017)
- Kaddish.com. New York : Alfred A. Knopf, 2019, ISBN 978-1-5247-3275-2